# 2008 au Nicaragua
Cet article présente les faits marquants de l'année 2008 au Nicaragua.

## Évènements
- Avril 2004 : La hausse des prix pour 2007 s'est établie à 17 % ce qui en fait la plus forte des pays de l'Amérique centrale. Le président Daniel Ortega demande aux Nations unies de déclarer une « alerte alimentaire » tout en accusant « le capitalisme global ».
- Mercredi 11 juin 2008 : Le président Daniel Ortega prononce la dissolution du Parti conservateur (centre droit) et du Mouvement de rénovation sandiniste, ainsi empêchés de présenter des candidats aux prochaines élections.
- Vendredi 20 juin 2008 : Plus de cinq mille opposants au président Daniel Ortega manifestent à Managua.
- Mardi 24 juin 2008 : selon un sondage, 8 Nicaraguayens sur 10 estiment que leur pays «  ne prend pas le bon chemin » avec une inflation supérieure à 20 % malgré l'aide économique du président vénézuélien Hugo Chávez et de la Libye.
- Vendredi 27 juin 2008 : Le Mouvement pour le Nicaragua, qui rassemble plusieurs organisations et de nombreux anciens compagnons du président, manifeste à nouveau « contre les intentions dictatoriales de Daniel Ortega ». Parmi les opposants : la commandante Dora María Téllez, le prête et poète Ernesto Cardenal et le chanteur-compositeur Carlos Mejía Godoy, l'écrivain Sergio Ramírez. Ils dénoncent l'alliance contre nature entre le président Ortega et le parti libéral de l'ex-président Arnoldo Alemán ce qui leur permet de contrôler l'Assemblée nationale, le système judiciaire, la Cour des comptes et le Conseil suprême électoral[1].